# Juli 2018
Portal Geschichte | Portal Biografien | Aktuelle Ereignisse | Jahreskalender | Tagesartikel

◄ |
20. Jahrhundert |
21. Jahrhundert

◄ |
1980er |
1990er |
2000er |
2010er
| 2020er | 2030er | 2040er

◄ |
2014 |
2015 |
2016 |
2017 |
2018
| 2019 | 2020 | 2021 | 2022 | ►

◄ |
April 2018 |
Mai 2018 |
Juni 2018 |
Juli 2018 |
August 2018 |
September 2018 |
Oktober 2018 |
►
Dieser Artikel behandelt tagesbezogene Nachrichten und Ereignisse im Juli 2018.

## Tagesgeschehen

### Sonntag, 1. Juli 2018
- Augsburg/Deutschland: Auf dem Parteitag der Alternative für Deutschland (AfD) wird die Desiderius-Erasmus-Stiftung (DES) mit Sitz in Berlin als parteinahe Stiftung anerkannt. Die Stiftungsvorsitzende ist die frühere CDU-Politikerin Erika Steinbach. Es ist zudem geplant, diese in Gustav-Stresemann-Stiftung umzubenennen.[1]
- Berlin/Deutschland: Auf allen deutschen Bundesstraßen fällt die LKW-Maut an. Außerdem gibt es gesetzliche Änderungen im Reiserecht, besonders zu Pauschalreisen. So ist eine Preiserhöhung der Reise zwischen Buchung und Reiseantritt bis 20 Tage vor Reiseantritt um bis zu acht Prozent erlaubt. Zudem fallen Ferienhäuser nicht mehr unter dem Pauschalreiserecht, sondern unter das Mietrecht des jeweiligen Landes.[2]
- Dschalalabad/Afghanistan: Bei einem Besuch des afghanischen Präsidenten Aschraf Ghani werden bei einem Selbstmordanschlag mindestens 19 Menschen getötet, darunter überwiegend Angehörige der Sikh-Minderheit. Unter den Opfern soll sich auch Avtar Singh, der einzige Sikh-Kandidat für die am 20. Oktober 2018 angesetzten Parlaments- und Bezirkswahlen befinden. Die Terrormiliz Islamischer Staat (IS) bekannte sich zu der Tat.[3]
- Izmir/Türkei: Die türkischen lokalen Behörden die dem Bildungsministerium unterstehen, haben im Beisein der Polizei die 2008 gegründete Deutsche Schule in Izmir mit angeschlossenem Kindergarten im Vorort Urla-Kuşçular schließen lassen. Die Deutsche Auslandsschule ist eine Zweigstelle der Privatschule der Deutschen Botschaft in Ankara und untersteht dem Schulleiter Dirk Philippi. So sollen nach türkischen Stellen behördliche Genehmigungen fehlen.[4]
- Mexiko-Stadt/Mexiko: Bei der Präsidentschaftswahl setzt sich Andrés Manuel López Obrador von der linkspopulistischen Bewegung der Nationalen Erneuerung (Morena) überraschend gegen die Mitkandidaten Ricardo Anaya Cortés (PAN) und José Antonio Meade Kuribreña (PRI) durch. Die Amtseinführung von Obrador folgt am 1. Dezember 2018.[5]
- Pauri/Indien: Bei einem Busunglück im indischen Distrikt Pauri Garhwal am Rande des Himalaya-Gebirges kommen bei einem Sturz in eine Schlucht 47 Insassen ums Leben und 11 weitere werden verletzt.[6]
- Réau/Frankreich: Aus der Strafvollzugsanstalt Centre Pénitentiaire du Sud-Francilien in Réau wird der Insasse und bekannte Schwerverbrecher Rédoine Faïd von einem dreiköpfigen bewaffneten Kommando mit Kalaschnikow-Sturmgewehren und einem Hubschrauber vom Typ Alouette II aus dem Gefängnisinnenhof befreit. Der Hubschrauber wurde im 60 km entfernten Gonesse gefunden, wo die Täter in einem Fahrzeug weiterflüchteten und den als Geisel genommenen Piloten frei ließen. Eine Großfahndung mit rund 2900 Polizisten und Gendarmen brachte bisher noch keinen Erfolg.[7]
- St. Pölten/Österreich: Alois Schwarz tritt sein Amt als Bischof von St. Pölten an.

Logo der Österreichischen EU-Ratspräsidentschaft

- Wien/Österreich: Österreich übernimmt den Vorsitz im Rat der Europäischen Union (Österreichische EU-Ratspräsidentschaft 2018)
- Wien/Österreich: Elisabeth Lovrek wird neue Präsidentin des Obersten Gerichtshofes

### Montag, 2. Juli 2018
- Nouakchott/Mauretanien: Beginn des Gipfeltreffens der Afrikanischen Union (AU) an dem Staats- und Regierungschefs aus mehr als 40 afrikanischen Ländern teilnehmen. Am Rande des AU-Gipfels kommen auch die G5-Sahel-Staaten Mali, Burkina Faso, Mauretanien, Niger und Tschad mit Frankreichs Präsident Emmanuel Macron zusammen. Dabei geht es überwiegend um Sicherheitsfragen.[8]
- San José del Guaviare/Kolumbien: Der 1989 gegründete Nationalpark Parque Nacional Natural Chiribiquete wird erneut um 5.000 km² erweitert und ist damit der größte Tropennationalpark der Welt.

### Dienstag, 3. Juli 2018
- Bagdad/Irak: Die irakischen Streitkräfte und Polizeispezialeinheiten beginnen mit Unterstützung der kurdischen Peschmerga und der schiitischen Miliz al-Haschd asch-Schaʿbī eine Großoffensive gegen die Terrormiliz Islamischer Staat (IS) zwischen Dijala und Kirkuk, nachdem der IS Ende Juni 2018 acht Geiseln tötete. Die Angriffe werden auch von den Luftstreitkräften der Internationalen Allianz gegen den Islamischen Staat unterstützt.[9]
- Nürnberg/Deutschland: Das Institut für Arbeitsmarkt- und Berufsforschung (IAB), die Forschungseinrichtung der Bundesanstalt für Arbeit, gibt den Höchststand der Zahl der befristeten Arbeitsverträgen in Deutschland bekannt. Danach gab es im Jahr 2017 rund 3,15 Millionen befristet Beschäftigte (davon fast 1,6 Millionen Verträge nach betrieblichen Angaben sachgrundlos befristet) und somit rund 8,3 Prozent der Arbeitnehmer.[10]

### Mittwoch, 4. Juli 2018
- Bukarest/Rumänien: Das rumänische Parlament hat ein Gesetz zur Korruptionsbekämpfung gelockert. Auf Initiative der regierenden Sozialdemokratischen Partei (PSD) und der liberalen Partei ALDE stimmten 167 Abgeordnete für die Justizreform, und 97 votierten dagegen. Eine Strafverfolgung von Staatsbediensteten erfolgt künftig nur noch, wenn der Betreffende „einen ungerechtfertigten Vorteil für sich selbst oder ein Familienmitglied“ erhält. Bei einer Begünstigung von Unternehmen, einer Einrichtung oder Dritter, soll ein solcher Machtmissbrauch nicht mehr bestraft werden. Damit verstößt die Neuregelung gegen das Übereinkommen der Vereinten Nationen gegen Korruption (UNCAC). Der rumänische Präsident Klaus Johannis kündigte an, gegen das neue Gesetz vor das Verfassungsgerichtshof zu ziehen.[11]

### Donnerstag, 5. Juli 2018
- Dschibuti/Dschibuti: Präsident Ismaïl Omar Guelleh eröffnet gemeinsam mit den Präsidenten Mohamed Abdullahi Mohamed (Somalia), Umar al-Baschir (Sudan), Paul Kagame (Ruanda) und den Ministerpräsidenten von Äthiopien, Abiy Ahmed, mit Vertretern der Volksrepublik China die neue 50 Quadratkilometer große Freihandelszone DIFTZ (Djibouti International Free Trade Zone) an der China rund 40 Prozent der Anteile besitzt und das Bauprojekt im Rahmen des Projektes One Belt, One Road verwirklichte.[12]
- München/Deutschland: Der Versicherungskonzern Generali gibt die Veräußerung von 89,9 Prozent der Anteile an der stillgelegten deutschen Tochter „Generali Leben“ bekannt. Rund vier Millionen Kunden mit garantierten Kapitalanlagen in Höhe von 37 Milliarden Euro werden somit an das Bestandsmanagement-Unternehmen Viridium mit Sitz in Neu-Isenburg weitergegeben. Durch den Verkauf erwartet Generali Gesamteinnahmen von bis zu 1,9 Milliarden Euro, weil zusätzlich zum Kaufpreis auch Darlehen an den Konzern zurückgeführt werden sollen. 2014 gründeten die Finanzinvestoren Cinven und Hannover Rück das Gemeinschaftsunternehmen Viridium. Die deutsche Finanzaufsicht Bafin muss der Transaktion noch zustimmen.[13]
- Paris/Frankreich: Litauen wird 36. Mitgliedstaat der Organisation für wirtschaftliche Zusammenarbeit und Entwicklung, in der damit alle baltischen Staaten vertreten sind.[14]

### Freitag, 6. Juli 2018
- Tokio/Japan: 23 Jahre nach dem Giftgasanschlag auf die U-Bahn in Tokio wird der Sektenführer Shōkō Asahara hingerichtet.[15]

### Samstag, 7. Juli 2018
- Mogadischu/Somalia: Bei einem Angriff der islamistischen Al-Shabaab-Miliz auf das Innenministerium werden mindestens 14 Menschen getötet.[16]
- Noirmoutier-en-l’Île/Frankreich: Start der 105. Tour de France
- Sofia/Bulgarien: Beginn des zweitägigen 7. Gipfeltreffen von 16 Mittelosteuropa-Staaten mit der Volksrepublik China (CEE-China) an dem die 17 Staats- und Regierungschefs und zahlreiche Unternehmensvertreter eine engere Zusammenarbeit zwischen Mittel- und Osteuropa und China in wichtigen Bereichen wie Infrastruktur, Technologien, Landwirtschaft und Tourismus vereinbaren. Unter den Teilnehmern sind auch Vertreter aus 11 Mitgliedsstaaten der Europäischen Union.[17]

### Sonntag, 8. Juli 2018
- Ankara/Türkei: Staatspräsident Recep Tayyip Erdoğan ordnet per Notstandsdekret die Entlassung von 18.632 Staatsbediensteten, darunter fast 9000 Polizisten und rund 6000 Angehörige der Streitkräfte sowie 199 Universitätsangestellten an. Zudem werden zwölf Vereine, drei Zeitungen (darunter die pro-kurdische Özgürlükcü Demokrasi) und ein Fernsehkanal geschlossen.[18]
- Asmara/Eritrea: Bei Friedensgesprächen zwischen dem äthiopischen Regierungschef Abiy Ahmed Ali und Eritreas Präsident Isayas Afewerki werden die Aufnahme diplomatischer Beziehungen, die Einrichtung einer direkten Telefonverbindung, die Öffnung der gemeinsamen Grenze, Äthiopiens Zugang zu einem eritreischen Hafen am Roten Meer sowie die Aufnahme von Flugverbindungen der Fluggesellschaft Ethiopian Airlines zwischen Äthiopien und Asmara vereinbart. Äthiopien erkennt den von einer Kommission der Vereinten Nationen im Jahre 2002 bestimmten Grenzverlauf an und zieht sich aus umstrittenen Grenzgebieten zurück. Damit werden 20 Jahre Feindschaft zwischen beiden Staaten beendet.[19]
- Çorlu/Türkei: Bei einem Eisenbahnunglück auf der Strecke Swilengrad nach Pehlivanköy nahe Çorlu in der Provinz Tekirdağ werden durch fünf entgleiste Personenwaggons mindestens 24 Menschen getötet und 318 verletzt.[20][21][22]
- Ghardimaou/Tunesien: Bei einem Terrorangriff von mutmaßlich islamistischen Angreifern auf einen Posten der tunesischen Nationalgarde in dem Ort Aïn Soltane nahe der Grenze zu Algerien werden mindestens sechs Nationalgardisten getötet.[23]
- Klagenfurt/Österreich: Tanja Maljartschuk wird bei den 42. Tagen der deutschsprachigen Literatur mit dem Ingeborg-Bachmann-Preis 2018 ausgezeichnet, Bov Bjerg erhält den Deutschlandfunk-Preis, Özlem Özgül Dündar den Kelag-Preis, Anna Stern den 3sat-Preis und Raphaela Edelbauer den Publikumspreis.[24]
- Pong Pha/Thailand: Bei der Rettungsaktion in der Tham Luang nahe der Grenze zu Myanmar konnten vier von 12 Kinder bislang durch Taucher gerettet werden. Insgesamt waren 50 internationale Taucher und 40 thailändische Taucher an der ersten Rettungsoperation beteiligt. Zwei Tage zuvor starb der Taucher Saman Kunan, ein ehemaliger Angehörige der thailändischen Spezialeinheit Navy Seals aufgrund von Sauerstoffmangel in der Höhle.[25]
- Tokio/Japan: Nach heftigen Regenfällen durch einen Taifun werden durch das Hochwasser und Erdrutsche zahlreiche Häuser, Straßen und Bahntrassen besonders in den Regionen Chūgoku und Shikoku zerstört. Mindestens 65 Menschen kamen dabei ums Leben.[26]

### Montag, 9. Juli 2018
- Ankara/Türkei: Nach der Präsidentschaftswahl in der Türkei wird Recep Tayyip Erdoğan (AKP) erneut als Staatspräsident vereidigt, womit er infolge der vorangegangenen Verfassungsänderungen zusätzlich die Kompetenzen des abgeschafften Ministerpräsidentenamts ausübt und seine Regierung nicht mehr der Zustimmung des Parlaments bedarf.[1]

### Dienstag, 10. Juli 2018
- Berlin/Deutschland: Die türkisch-nationalistische, rockerähnliche Gruppierung Osmanen Germania BC (OGBC) mit schätzungsweise 300 Mitgliedern und deren Betätigung wird durch den deutschen Bundesinnenminister Horst Seehofer (CSU) aufgrund schwerwiegende Gefährdung für individuelle Rechtsgüter und der Allgemeinheit verboten.[27]

### Mittwoch, 11. Juli 2018
- Akhisar/Türkei: Vor dem Strafgerichtshof in Akhisar werden die ersten Urteile nach dem Grubenunglück von Soma vom Mai 2014 gefällt: Der Geschäftsführer der Soma Kömür İşletmeleri, Can Gürkan, wird zu 15 Jahren, der Werksdirektor Ramazan Dogru zu 22 Jahren und 6 Monaten, der Betriebsführer Ismail Adali zu 18 Jahren und 9 Monaten Haft verurteilt.[28][29][30]
- Brüssel/Belgien: Beginn des zweitägigen NATO-Gipfeltreffens

### Donnerstag, 12. Juli 2018
- Karlsruhe/Deutschland: Der III. Zivilsenat des Bundesgerichtshofes hat entschieden, dass der Vertrag über ein Benutzerkonto bei einem sozialen Netzwerk grundsätzlich im Wege der Gesamtrechtsnachfolge auf die Erben des ursprünglichen Kontoberechtigten übergeht, so dass diese einen Anspruch auf Zugang zu dem Konto und dessen Inhalten haben.[31][32]

### Freitag, 13. Juli 2018
- Melbourne/Australien: Partielle Sonnenfinsternis, sichtbar im südlichen Bundesstaat Victoria und Tasmanien

### Samstag, 14. Juli 2018
- Nürnberg/Deutschland: Einweihung des seit 2008 weitgehend wiederaufgebauten Innenhofes im Pellerhaus. Der Pellerhof gilt als einer der bedeutendsten Bürgerhaus-Höfe der Renaissancezeit in Europa.[33]
- Sankt Petersburg/Russland: Beim Spiel um Platz 3 der Fußball-Weltmeisterschaft 2018 siegt Belgien mit 2:0 Toren gegen England.
- Port-au-Prince/Haiti: Ministerpräsident Jack Guy Lafontant erklärt seinen Rücktritt.

### Sonntag, 15. Juli 2018

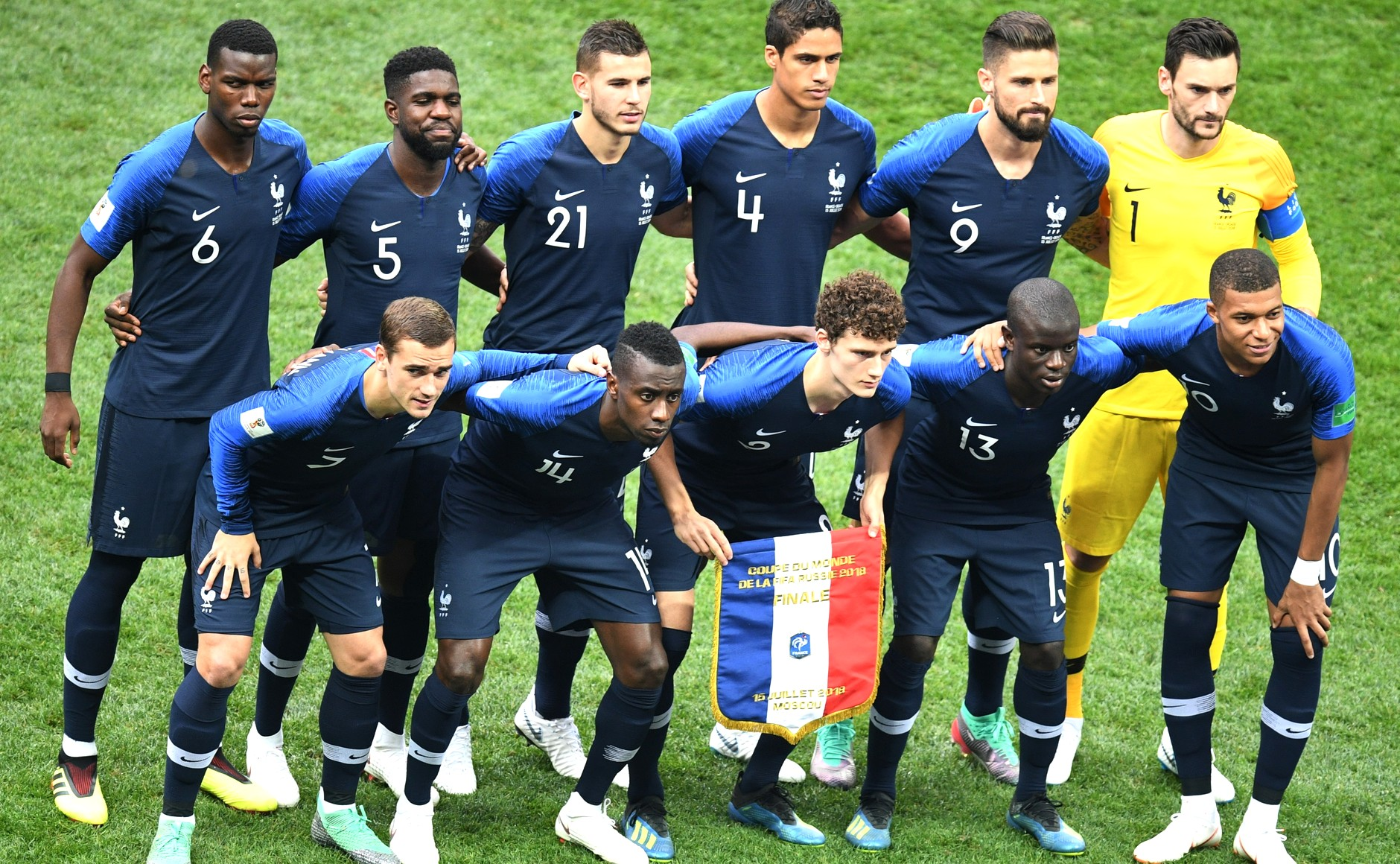
Die französische Nationalmannschaft vor dem Finalspiel gegen Kroatien

- Moskau/Russland: Beim Finale der Fußball-Weltmeisterschaft 2018 siegt Frankreich mit 4:2 Toren gegen Kroatien.

### Montag, 16. Juli 2018
- Helsinki/Finnland: Erstes Gipfeltreffen zwischen US-Präsident Donald Trump und dem russischen Präsidenten Wladimir Putin.

### Dienstag, 17. Juli 2018
- Brüssel/Belgien: Die Europäische Union und Japan haben ein Freihandels- und Investitionsschutzabkommen (JEFTA) unterzeichnet.[34]

### Mittwoch, 18. Juli 2018
- Brüssel/Belgien: Die Europäische Kommission hat gegen den US-amerikanischen Internet- und Software-Konzern Google LLC wegen des Missbrauchs seiner marktbeherrschenden Stellung beim Smartphone-Betriebssystem Android eine Rekordstrafe in Höhe von rund 4,3 Milliarden Euro verhängt.[35]

### Donnerstag, 19. Juli 2018
- Jerusalem/Israel: Das Nationalstaatsgesetz wurde mit 66 Stimmen, 52 Gegenstimmen und zwei Enthaltungen im Knesset verabschiedet.
- Madrid/Spanien: Die Audiencia Nacional de España hat den Auslieferungsantrag gegen den katalanischen Ex-Präsidenten Carles Puigdemont zurückgezogen.

### Freitag, 20. Juli 2018
- Singapur: Bei einer Cyberattacke werden von Unbekannten Gesundheitsdaten von 1,5 Millionen Menschen aus der Datenbank des Integrated Health Information System (IHiS) zwischen Mai 2015 und Juli 2018 gestohlen, darunter bei etwa 160.000 Patienten auch Informationen über verschriebene Medikamente einschließlich von Premierminister Lee Hsien Loong.[36]

### Samstag, 21. Juli 2018
- Châteauroux/Frankreich: Erstmals startet eine französisch-russische Hilfsaktion für Syrien vom Flughafen Châteauroux aus. Danach werden rund 50 Tonnen medizinischer Notversorgung und Hilfsgütern mit einer Frachtmaschine vom Typ Antonow An-124 zum Militärflugplatz Hmeimim geflogen und sollen dann weiter nach Ost-Ghuta vor Ort durch den syrischen Roten Halbmond unter Beobachtung des Amts für die Koordinierung humanitärer Angelegenheiten (OCHA) der Vereinten Nationen verteilt werden.[37]

### Sonntag, 22. Juli 2018
- Amsterdam/Niederlande: Vor der 22. Welt-AIDS-Konferenz, dem weltweit größten Expertentreffen zu der Immunschwäche, warnt der US-amerikanische Aids-Experte und Diplomat Mark Dybul vor einer alarmierenden Zunahme der Zahl von Neuinfektionen gekoppelt mit dem Wachstum junger Bevölkerungsschichten in besonders betroffenen Ländern, was zu einer „Krise historischen Ausmaßes“ führen könnte. Nach Angaben des Gemeinsamen Programms der Vereinten Nationen für HIV/Aids (UNAIDS) gab es im Jahr 2017 rund 1,8 Millionen Neuinfektionen und rund 37 Millionen Menschen sind weltweit mit dem HI-Virus infiziert.[38]
- Kabul/Afghanistan: Bei der Ankunft des umstrittenen stellvertretenden Vizepräsidenten und früheren Warlord Abdul Raschid Dostum auf dem Flughafen Kabul sprengt sich am Eingang ein Selbstmordattentäter in die Luft. Dabei werden mindestens 14 Menschen getötet und 50 weitere verletzt. Offizielle Regierungsvertreter, darunter der zweite Vizepräsident Mohammad Sarwar Danish und Anhänger hatten den einstigen Milizenführer feierlich empfangen. Dostum war im Mai 2017 wegen eines möglichen Gerichtsverfahrens wegen Misshandlung, Entführung und Vergewaltigung in die Türkei geflohen. Die Terrormiliz Islamischer Staat (IS) bekannte sich zu dem Anschlag.[39]
- Quneitra/Golanhöhen: Die israelischen Streitkräfte (Soldaten der 210. Baschan-Division) haben in enger politischer Abstimmung zwischen der israelischen Regierung mit den USA, Kanada, Frankreich, Großbritannien und Jordaniens aus Syrien nahe der Grenze zu den seit 1967 von Israel besetzten Golanhöhen insgesamt rund 422 Freiwillige der u. a. von den USA unterstützten Hilfsorganisation Syrischer Zivilschutz (Weißhelme) und deren Familienangehörige mit Bussen evakuiert. Über die Golanhöhen wurden sie nach Jordanien gebracht. Mehrere westliche Staaten erklärten sich bereit die Evakuierten aufzunehmen, darunter Deutschland mit rund 47 Menschen. Die syrische Regierung unter Präsident Baschar al-Assad erklärte es handelte sich bei den Weißhelmen um Ersthelfer einer Frontorganisation für Terroristen und Marionetten ausländischer Regierungen.[40][41]
- Havanna/Kuba: Das kubanische Parlament verabschiedet eine neue Verfassung, in der in begrenztem Umfang Privateigentum zugelassen wird, der Begriff Kommunismus ganz aus der Verfassung verschwindet und die Ehe als eine Verbindung zweier Personen festgeschrieben wird. Im November 2018 wird über die neue Verfassung per Referendum in Kuba abgestimmt.[42]

### Montag, 23. Juli 2018
- Attapeu/Laos: Ein Staudamm des Xe-Pian Xe-Namnoy Hydroelectric Power Project im Bezirk Sanamxay der Provinz Attapeu bricht und rund fünf Milliarden Kubikmeter Wasser fluten die Region. Es werden Hunderte Menschen vermisst.[43]
- Kismayo/Somalia: Bei einem Autobombenanschlag und anschließendem Angriff der islamistischen Terrormiliz Al-Shabaab auf einen Militärstützpunkt der somalischen Streitkräfte in Baar Sanguni rund 50 km südlich von Kismayo werden nach unbestätigten Angaben mindestens 27 somalische Soldaten und 87 Angreifer getötet.[44]

### Dienstag, 24. Juli 2018
- Athen/Griechenland: Bei den schweren Waldbränden nahe Athen werden mindestens 74 Menschen getötet und 187 Menschen verletzt. Der EU-Zivilschutz-Mechanismus wurde ausgelöst. Ministerpräsident Alexis Tsipras rief eine dreitägige Staatstrauer aus.[45]
- Golanhöhen: Über den von Israel besetzten Golanhöhen wird ein syrisches Übungskampfflugzeug vom Typ Suchoi Su-22UM-3K, das vom Militärflugplatz Tiyas (T4) startete, von zwei Flugabwehrraketen des Typs MIM-104 Patriot aus Safed abgeschossen. Die beiden Insassen kommen dabei ums Leben. Nach israelischen Angaben drang das Kampfflugzeug 2000 m in den von Israel kontrollierten Luftraum ein.[46]
- Karlsruhe/Deutschland: Der Zweite Senat des Bundesverfassungsgerichts urteilt, dass die Fixierung eines Psychiatriepatienten über mehr als eine halbe Stunde in Deutschland der Genehmigung eines Richters bedarf, da dies ein Eingriff in dessen Grundrecht auf Freiheit der Person (Art. 2 Abs. 2 Satz 2 i. V. m. Artikel 104 des Grundgesetzes) darstellt (Az. 2 BvR 309/15, 2 BvR 502/16).[47]

### Mittwoch, 25. Juli 2018

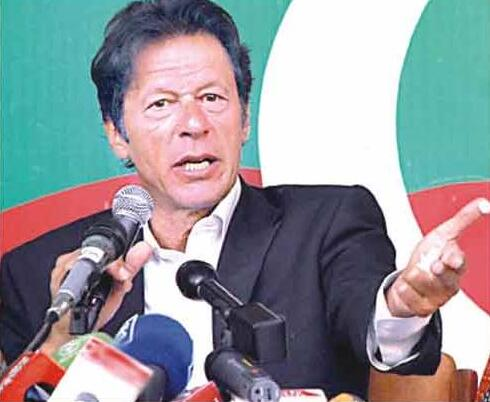
Imran Khan (Aufnahme 2013)

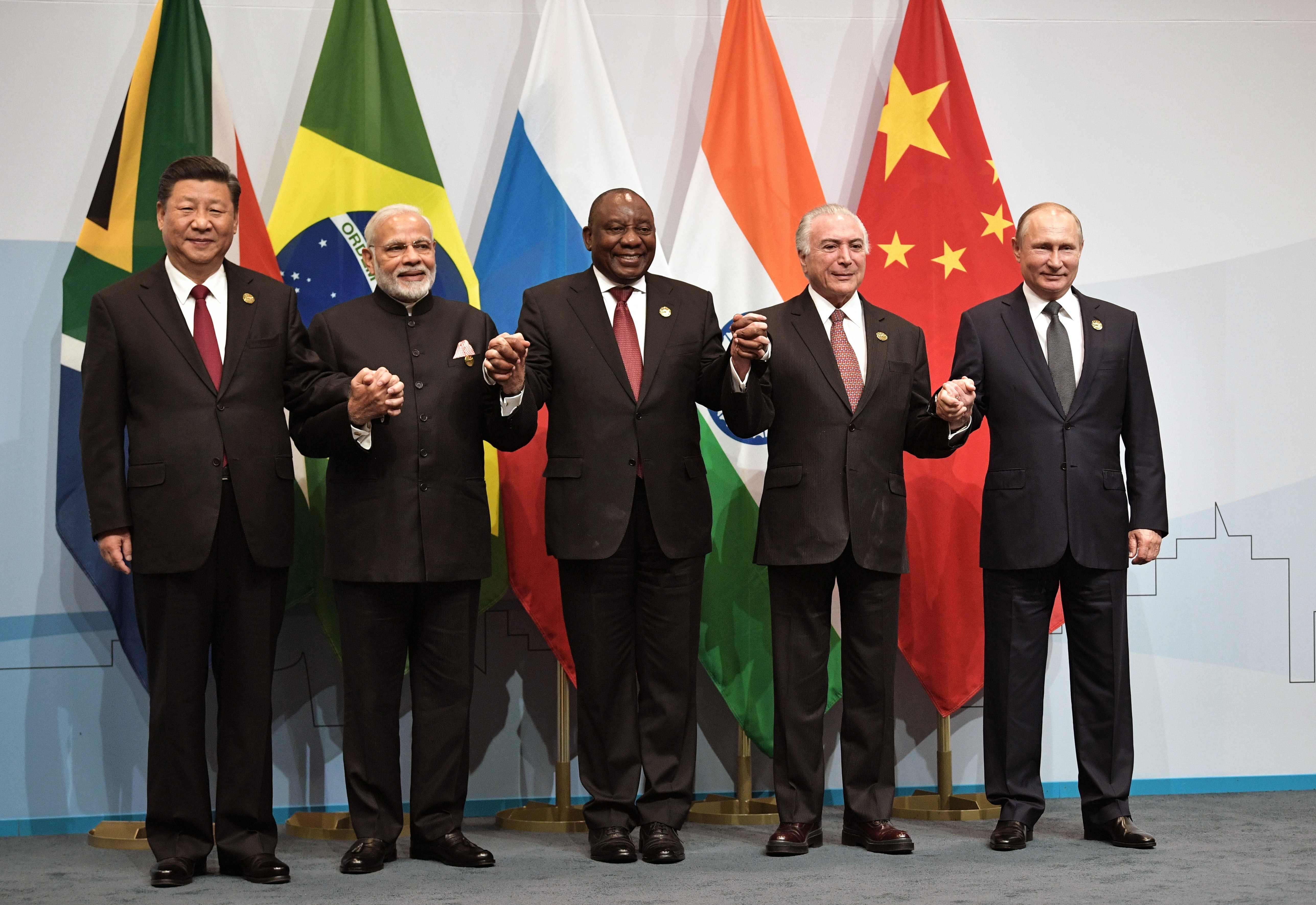
Staatschefs des BRICS-Gipfels in Johannesburg

- Islamabad/Pakistan: Die Parlamentswahl gewinnt der frühere Kapitän der Cricket-Nationalmannschaft und Oppositionelle Imran Khan mit seiner Partei Pakistan Tehreek-e-Insaf (PTI).
- Johannesburg/Südafrika: Beginn des dreitägigen 10. Gipfeltreffens der BRICS-Staaten
- Luxemburg/Luxemburg: Der Europäische Gerichtshof (EuGH) entscheidet, dass grundsätzlich auch mit der CRISPR/Cas-Methode (Mutagenese) bearbeitete Pflanzen ohne Fremd-DNA als gentechnisch veränderte Organismen (GVO) anzusehen sind und grundsätzlich den in der GVO-Richtlinie vorgesehenen Verpflichtungen unterliegen (Az. C-528/16). Geklagt hatte die französische Bauerngewerkschaft Confédération paysanne und weitere acht Verbände gegen die französische Regierung.[48]
- Washington, D.C./Vereinigte Staaten: Annäherung im zuletzt so festgefahrenen Handelsstreit zwischen den USA und der EU. Das Versprechen der EU, kurzfristig mehr Sojabohnen und mittelfristig mehr Flüssigerdgas aus den USA zu importieren, scheint zwischen Kommissionspräsident Jean-Claude Juncker und US-Präsident Donald Trump die Option, den Handelsstreit zu beenden zu eröffnen.[49][50]

### Donnerstag, 26. Juli 2018
- Ceuta/Spanien: Hunderte Migranten aus Westafrika stürmen den 6 bis zu 12 Meter hohen Grenzzaun zu Marokko und sind illegal in die EU immigriert. Die spanische Grenzpolizei (SVA) wurde zudem von einigen Flüchtlingen mit selbstgebauten Flammenwerfern und Ätzkalk angegriffen. Das Rote Kreuz leistet ärztliche Versorgung für rund 592 Migranten und 22 Polizisten.[51]

### Freitag, 27. Juli 2018

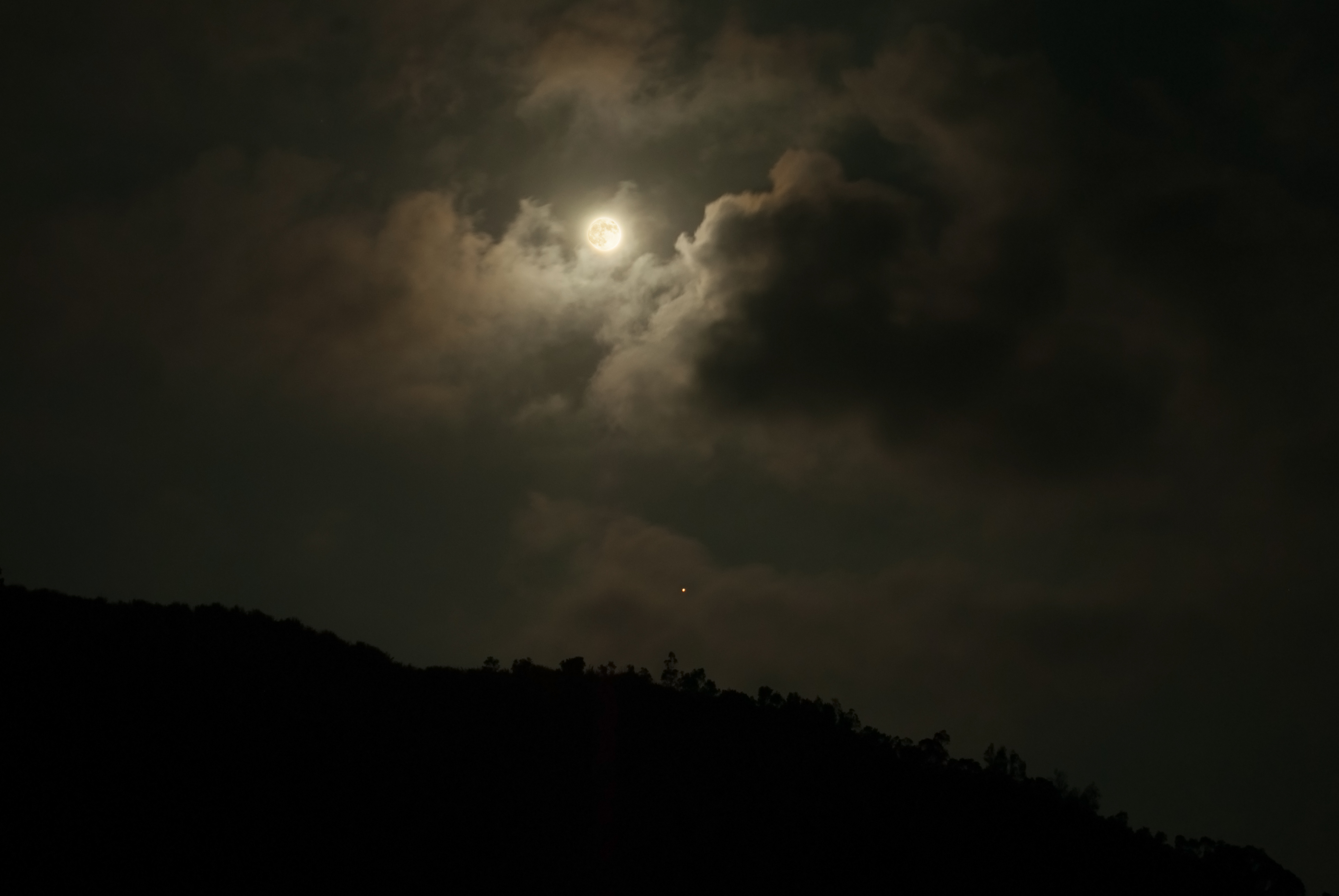
Vollmond und Mars in China vor der totalen Mondfinsternis am 27. Juli

- Der Mars erreicht in Opposition zur Erde mit weniger als 60 Millionen Kilometern seine größte Erdnähe seit 2003.[52] Die Mondfinsternis vom 27. Juli 2018 war die längste totale Mondfinsternis des 21. Jahrhunderts. Der Mars steht dabei im Winkelabstand von nur 6 Grad unterhalb des verfinsterten, ebenfalls in Opposition zur Erde stehenden Mondes.[53]
- Tokio/Japan: Eine Hitzewelle mit Temperaturen über 40 °Celsius fordert bislang über 80 Menschenleben.

### Samstag, 28. Juli 2018
- Linz/Österreich: Bei der Faustball-Weltmeisterschaft der Frauen 2018 wird die deutsche Frauennationalmannschaft zum sechsten Mal Weltmeister.[54]
- Moskau/Russland: Im Kriegsspiel- und Erlebnispark „Patriot“ werden von Verteidigungsminister Sergei Schoigu die 4. Internationalen Armeespiele eröffnet. Es nehmen 32 Länder teil, die sich in 28 Wettbewerben messen, darunter zum Abschluss am 11. August auch ein Panzer-Biathlon. Neben der Volksrepublik China sind auch Algerien, Angola, Armenien, Aserbaidschan, Indien, der Iran, Israel, Kasachstan, Kirgisistan, Kuwait, Laos, Mongolei, Myanmar, Pakistan, die Philippinen, Serbien, Simbabwe, Sudan, Südafrika, Syrien, Uganda, Usbekistan, Venezuela, Vietnam und Weißrussland vertreten. Als einziges NATO-Land entsendete Griechenland eine Delegation. Zu den weiteren Wettkampfstätten gehören Murom, Dubrovichi bei Rjasan, Korla in China.[55]

### Sonntag, 29. Juli 2018
- Bamako/Mali: Präsidentschaftswahl
- Oakland/Vereinigte Staaten: Der jährlich berechnete Welterschöpfungstag der Nichtregierungsorganisation Global Footprint Network fällt erstmals auf einen Tag im Monat Juli. Am heutigen Tag hat die Menschheit dem Planeten Erde im laufenden Jahr so viele Rohstoffe entnommen, wie sie ihm binnen eines Jahrs entnehmen kann, um dauerhaft von den Ressourcen des Planeten leben zu können.[56][57]
- Paris/Frankreich; Der Brite Geraint Thomas gewinnt die 105. Tour de France
- Phnom Penh/Kambodscha: Wahl zur Nationalversammlung

### Montag, 30. Juli 2018
- Harare/Simbabwe: Präsidentschaftswahlen und Parlamentswahlen

### Dienstag, 31. Juli 2018
- Moroni/Komoren: Bei einem Verfassungsreferendum stimmten nach Angaben der Wahlkommission 92,74 Prozent mit Ja bei einer Wahlbeteiligung von 63,9 Prozent. Danach soll die bisherige Rotation des Präsidentenamtes im Fünf-Jahres-Rhythmus zwischen Bewohnern der drei Hauptinseln Grande Comore (Njazidja), Anjouan (Nzwani) und Mohéli (Mwali) abgeschafft werden und unabhängig von der Herkunft soll der Präsident zwei fünfjährige Amtszeiten lang regieren können. Die Opposition hatte zum Wahlboykott aufgerufen. Sie befürchtet, dass die Verfassungsänderung die Macht von Präsident Azali Assoumani festigen und verlängern soll.[58]

## Weblinks

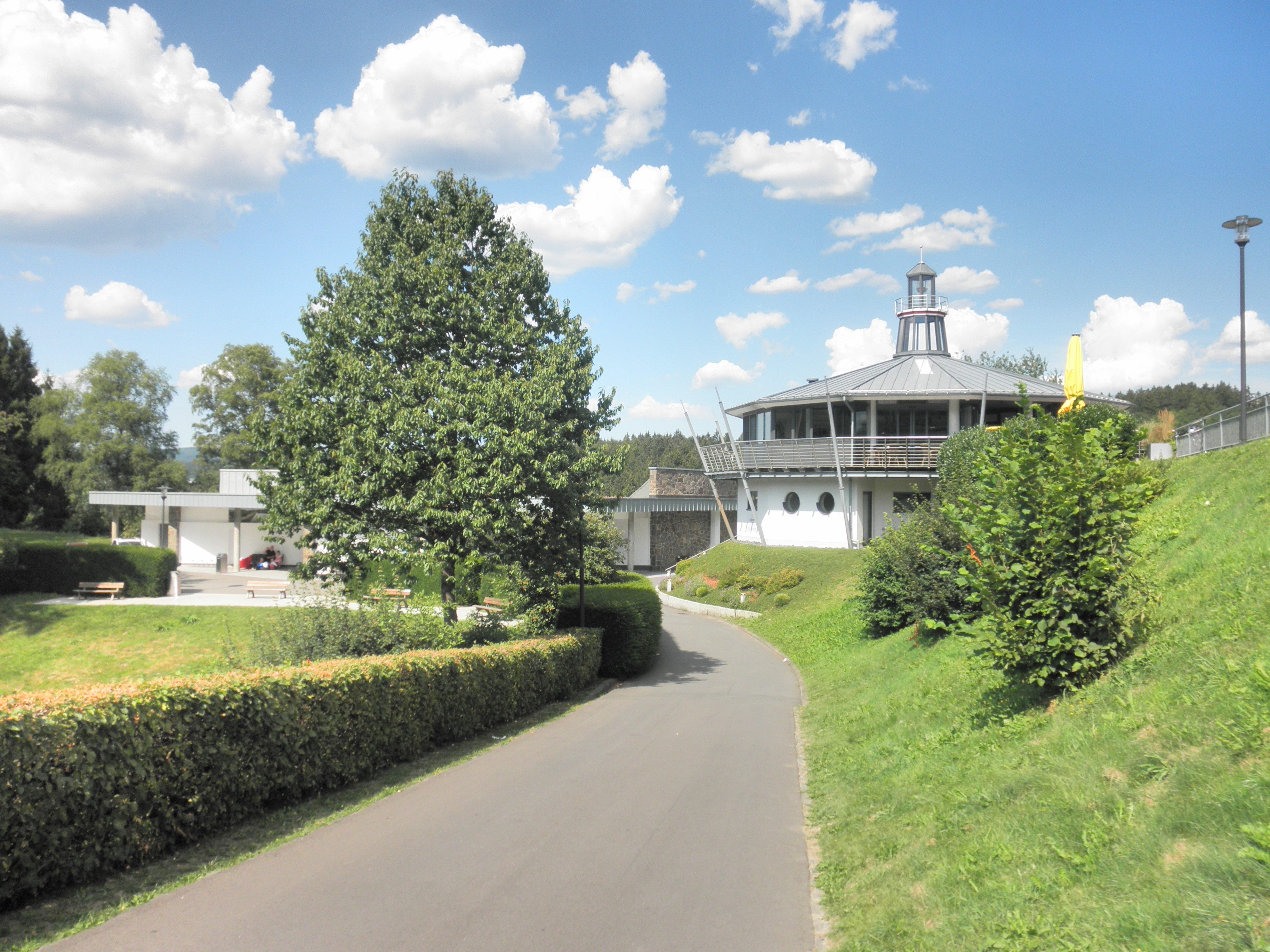
Nordrhein-Westfalen im Juli 2018